# María Victoria Besonías
María Victoria Besonías (n. Madrid, 18 de octubre de 1947) es una arquitecta de origen español egresada de la Universidad de Buenos Aires. Se destaca haber ganado numerosos concursos de arquitectura. En 2012 recibió el Premio a la Trayectoria por parte del Senado de la Provincia de Buenos Aires.

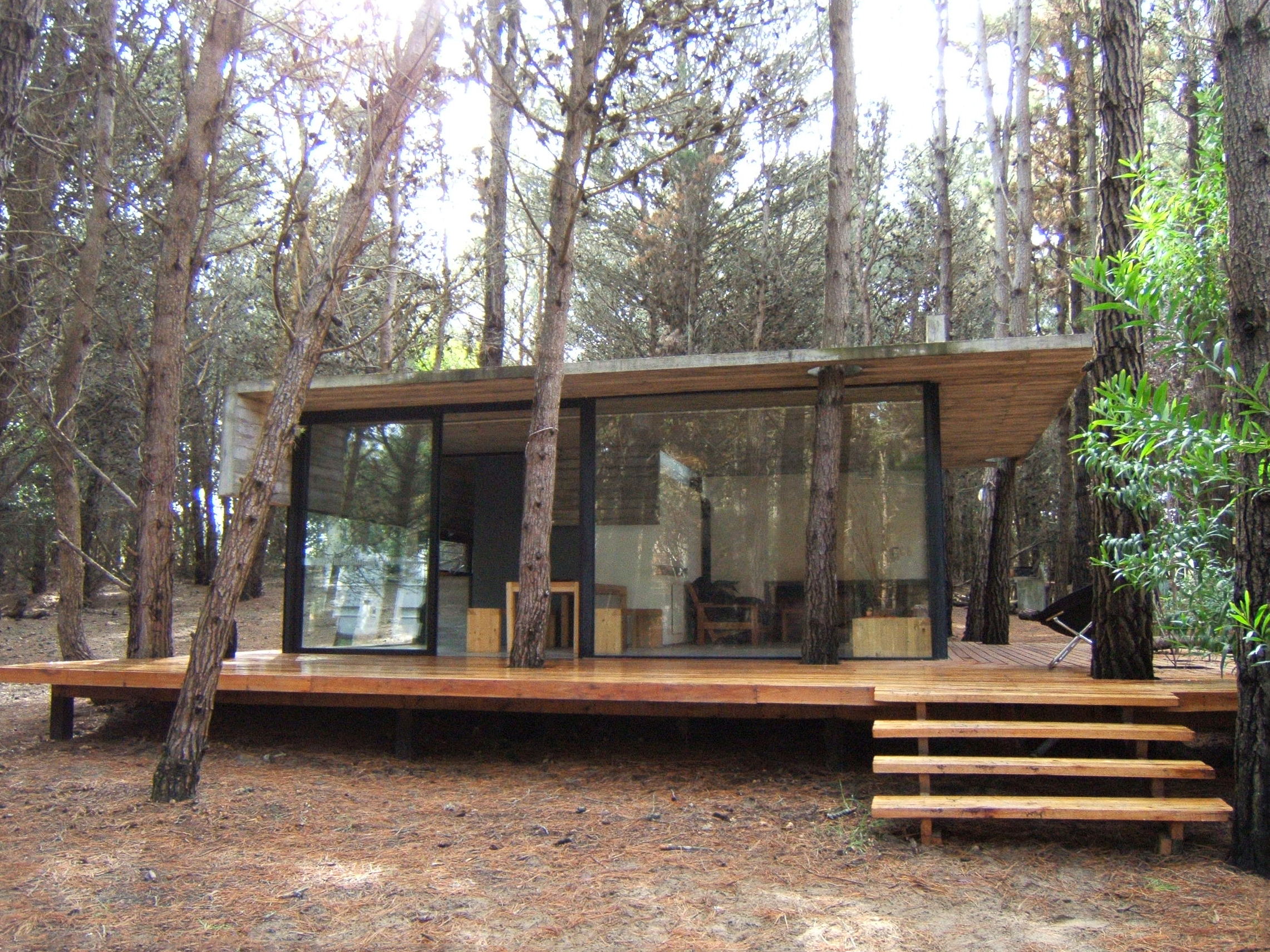
Casa en Mar Azul

## Primeros años
En 1965 inició su formación de grado en la Facultad de Arquitectura y Urbanismo de la Universidad de Buenos Aires y egresó en 1975 . Besonías es profesora de arquitectura de la Universidad de Buenos Aires, es miembro del Cuerpo de Jurados del Colegio de Arquitectos de la Provincia de Buenos Aires y de la Federación Argentina de Entidades de Arquitectura.

## Obras
A partir de 1975 formó un estudio junto a su socio y marido, el arquitecto Guillermo de Almeida. Desde 1976 y hasta 1997 trabajaron asociados con el arquitecto Julián Sirolli, a partir del 2000 y hasta el 2012 lo hacen como titulares del estudio BAK arquitectos, junto al arquitecto Luciano Kruk. A partir de esa fecha integra el estudio Besonias Almeida arquitectos.
Entre las obras más relevantes se encuentran:
- Casa Mar Azul[4]
- Casa de hormigón en Mar Azul[5]
- Casa AV en Mar Azul[6]
- Casa JD, Mar Azul[7]
- Casa en la playa, Mar Azul[8]
- Conjunto V+D, Mar Azul[9]
- Casa Wein, Costa Esmeralda[10]
- Casa Carassale, Costa Esmeralda[11][12]
- Casa XS, en Mar Azul[13]
- Edificio Estados Unidos, Buenos Aires[14]

## Reconocimientos
Las obras y proyectos de Besonías son ampliamente premiados, tanto en sociedad con Almeida como con BAK arquitectos. La Bienal de Arquitectura SCA/CPAU distingue con el Segundo Premio a la Casa JD en 2010, seleccionada la Casa de Ladrillo en 2008 y con el Gran Premio a la Casa Mar Azul en 2006. La Bienal de Arquitectura CAPBA otorga el Primer Premio a la Casa en la Playa en 2009, el Primer Premio Vivienda Unifamiliar Aislada a la Casa de Hormigón en 2007, el Premio Distrito III a la Casa en Vicente López y el Premio Eduardo Sacriste a la Casa Mar Azul en 2005. A nivel internacional, la VI Bienal Iberoamericana de Arquitectura y Urbanismo de 2008 distingue como finalistas a la Casa Mar Azul y a la Casa de Hormigón, la Bienal Panamericana de Arquitectura de Quito XVI BAQ, otorga la Tercera Mención de Honor a la Casa de Hormigón, y dentro de la Bienal Internacional de Arquitectura de Buenos Aires de 2009, el CAYC otorga el Segundo Premio a la Casa de Ladrillo. Obtiene el Primer Premio Alucobond Arquitectura Joven Argentina de 2005 por la Casa Mar Azul y una Mención de los Premios ARQ 2011 a la Arquitectura Argentina por la Casa Cher. Sus obras son expuestas en Bienales de Arquitectura de Buenos Aires, São Pablo, Brasilia y Venecia entre 2007 y 2013; en la Muestra Obra Reciente Argentina, Fundación COAM (Colegio Oficial de Arquitectos de Madrid) en 2011; y en el Museo de Arte Contemporáneo Latinoamericano en 2008. Además obtiene diversos premios y menciones en concursos de arquitectura: Remodelación de la Plaza de Mayo; Casa de la Cultura de Meira, Galicia, España; Desarrollo del Área Ciudad Universitaria de Buenos Aires; y Vinculación Peatonal Área Cultural Recoleta.
María Victoria Besonías participa regularmente como conferencista invitada en Bienales de Arquitectura, congresos y jornadas tanto académicas como profesionales, en Buenos Aires, Rosario, Córdoba, Mendoza y Posadas; en Quito, Medellín, Manizales, Brasilia, San José de Costa Rica, Monterrey y Austin (Texas). Se desempeña como jurado en importantes concursos a nivel nacional desde 2006. Su obra se publica en más de un centenar de revistas especializadas a nivel nacional e internacional.